# 도요다촌 (야마가타현 히가시무라야마군)
도요다촌(豊田村)은 야마가타현 히가시무라야마군에 설치되었던 촌이다.